# Xu Guangqi
Xu Guangqi (kinesiska: 徐光啟, pinyin: Xú Guāngqǐ), född 1562 i Shanghai, död 1633 i Peking, var en kinesisk mandarin och vetenskapsman under Mingdynastin. 
Xu Guangqi var ett universalgeni som bland annat utmärkte sig inom jordbruksforskning, astronomi och matematik. Han var författaren till Nong Zhen Quang Shu, ett av de första verken om jordbruksodling. 
Han började tidigt intressera sig för buddhism, daoism och neokonfucianism och kom senare i kontakt med Jesuiter. År 1603 konverterade han till katolicismen och blev en av de Tre pelarna inom kinesisk katolicism. Xujiahui-katedralen i Shanghai är uppkallad efter Xu Guangqi.
1604 kom han till Peking där han så småningom fick höga ämbetsposter hos kejsaren. Xu anses ha lagt grunden för "den kinesiska upplysningen". Han bidrog bland annat till en översättning av Euklides Elementa till kinesiska och en reformation av den kinesiska kalendern. 
Mellan 1607 och 1610 var han åter Shanghai och började experimentera med odling av sötpotatis och bomull. Därefter återvände han till att tjäna den kinesiska byråkratin och fick nya höga titlar.
Han var farfar till Candida Xu.
Xu Guangqis grav finns fortfarande kvar i Guangqi-parken, en bit ifrån Xujiahui-katedralen. 